# 住用村
住用村（すみようそん）は、鹿児島県の奄美大島にあった村である。大島郡に属した。
2006年3月20日、名瀬市および笠利町と合併し奄美市となり、奄美市の地域自治区でもある住用町となった。

## 地理
住用村は奄美大島の南部に位置し、島南東部の住用湾に面した。面積の約85%が険しい山岳地となっている。
- 山：金川岳 (528m)、タカバチ山 (485m)、烏峰 (467m)、ヤッカチヨボシ岳 (441m)
  - スダジイなどが茂り、リュウキュウイノシシ、アマミノクロウサギ、ケネガネズミ、ルリカケスなどが生息。林業用にスギ、ヒノキ、モクマオウなどの植林が行われた。
- 河川：住用川
  - リュウキュウアユ、モクズガニなどが生息。流域に西表島に次ぐ規模のマングローブ林が広がる。
- 島嶼、岩：トビラ島（とぅぶら島）、トンバラ岩

## 人間歴

### 古代
- 縄文時代以降 - 城字池平の通称サモトに人が居住していたことをサモト遺跡の発掘（1982年）で確認。

### 中世
- 16世紀 - 琉球王国の住用間切となり、薩摩藩直轄後も続いた。さらに金久（後の城）など北部は須垂方（すたるほう）、山間など南部は住用方（すみようほう）と分かれていた。

### 近現代
- 1875年 - 西仲間に郵便取扱所開設。
- 1887年 - 須垂方戸長役場と住用方戸長役場を統合し、西仲間に戸長役場開設。憲正興が戸長となる。
- 1908年4月1日 - 島嶼町村制施行により、住用間切全域を以て大島郡住用村が発足。12村から成り、各村に区長を置いた。
- 1920年4月1日 - 普通町村制の住用村となる。
- 1929年 - 名瀬と電話線が開通。
- 1945年7月-8月 - アメリカ軍の空襲により154戸が焼かれる被害が出た。
- 1946年2月28日 - アメリカ合衆国（琉球列島米国民政府）の統治下におかれる。
- 1953年12月25日 - 奄美大島の日本返還により再び日本国に属する。
- 1961年9月15日 - 第二室戸台風の襲来で村内全域が被災。
- 1964年8月20日 - 台風14号の襲来で住用川、役勝川が氾濫し、318戸が浸水。
- 1969年10月22日 - 戸玉に共栄木材のチップ工場が完成（1995年閉鎖）。
- 1989年1月 - 国道58号線三太郎トンネルが開通し、9月16日バイパスが開通。
- 2000年12月 - 国道58号線小和瀬トンネル開通。
- 2006年3月20日 - 名瀬市、笠利町と合併し奄美市となり、奄美市の地域自治区「住用町」となった（設置期間は2016年3月31日まで[1]）。

## 住用間切
市村、山間村、屋勝村、田代村、役勝村、石原村、西中間村、神屋村、摺勝村、和瀬名村、金久村、見里村、東中間村、川内村

## 行政
- 村長：師玉當章(しだま とうしょう)

## 産業
1995年の木材チップ工場の閉鎖後は、大きな事業所などがなく、2000年の国勢調査では建設業に従事する者がもっとも多かった。
- 農業
  - 主な農産品：ポンカン（島内最初で1941年より栽培）・タンカン・パッションフルーツなど
- 漁業
  - カマスサワラ、モズク、モクズガニなど
- 林業

## 自然

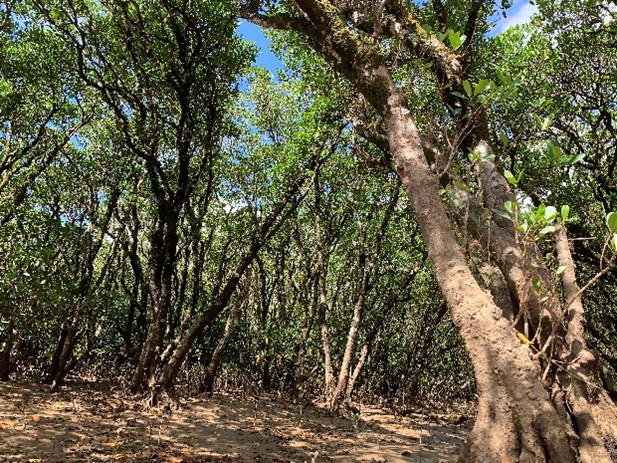
住用マングローブ林

住用のマングローブ林は主に住用川と役勝川の河口域に分布し、その面積は日本で2番目に広い。マングローブ林は支流によって複数の林に分けられている。住用マングローブ林を構成する樹種はメヒルギとオヒルギである。住用がオヒルギの北限となっている。マングローブ林では独自の生態系が形成されている。林全域にはチゴガニやフタバカクガニ、ユビアカベンケイガニが生息している。干潟部ではオキナワハクセンシオマネキ、ツノメチゴガニ、コメツキガニが見られる。また準絶滅危惧種であるカタシイノミミミガイやシマカノコガイなど希少種も確認された。ほかにもオキナワアナジャコなどの分類特性上重要種が生息していることも明らかとなっている。
1991年以前、住用マングローブ林は、子供たちにとっての遊び場だった。ガサミ（ワタリガニ）を素手で捕まえたり、キス釣り大会が行われたりしていた。キス釣りでは、潮が引いているときには砂浜に立って釣り、潮が満ちているときには水に浸かりながら釣っていた。また、2月から3月ごろには、住用マングローブ林の沿岸に、アオサ（青海苔。和名はヒトエグサ）が生い茂る。アオサ摘みを行い、汁物や酢の物にして、現在でも食べられている。一方、1991年以降、奄美群島観光施設整備事業によって、住用マングローブ林は、観光地となった。カヌー体験を通して、住用マングローブ林の生き物と触れ合うことができる。[出典：世界自然遺産　命めぐる島　奄美　「森と海と人と」　ホライズン編集室　2022年。　p.94]
奄美群島観光施設整備事業にて観光施設の整備がされたため、奄美大島では、エコツーリズムを実施するためのツアーであるエコツアーが実施されている。住用のマングローブ林では、カヌー体験をエコツアーの観光資源として活用している。カヌー体験では、住用のマングローブ林の植生を学びながら、マングローブの見学をすることができる。満潮時は、マングローブのトンネルをカヌーで通ることができ、干潮時は、ミナミトビハゼやミナミコツメツキガニ、シオマネキ類などのマングローブ林特有の生物や植物を観察することができる。また、マングローブ林内は琉球アユや甲殻類、その他の魚類の稚魚や幼生の生育場所になっている。

## 地域

### 集落
- 石原（いしはら）
- 市（いち）
- 神屋（かみや）
- 川内（かわうち）
- 城（ぐすく）
- 摺勝（すりがち）
- 西仲間（にしなかま）
- 東仲間（ひがしなかま）
- 見里（みざと）
- 役勝（やくがち）
- 山間（やんま）
- 和瀬（わせ）

### 教育

#### 小・中学校
- 住用村立住用中学校
- 住用村立市小中学校
- 住用村立東城小中学校
  - 和瀬分校 - 廃校
- 住用村立住用小学校

## 交通
- 最寄り空港は奄美空港。
- 最寄り港は名瀬港、古仁屋港。

### バス路線
一般路線バス
- 道の島交通（現しまバス）

### 道路
一般国道
- 国道58号

主要地方道
- 鹿児島県道608号湯湾新村線

道の駅
- 奄美大島住用

## 名所・旧跡・観光スポット・祭事・催事
- 黒潮の森マングローブパーク
- 新住用川ダム
- 石原ヨシハラウエノ遺跡
- タンギョの滝 - 神谷字小野川にある滝。
- フナンギョ（船之行）の滝 - 川内にある。
- 野茶坊岩屋 - 川内川上流にある。

## 住用村に関わりのある人物
- 畠中三太郎 - 川辺町出身の農業指導員。1912年から1932年まで夫婦で峠の茶屋を営み、三太郎峠の名の由来となった。
- 石原省三 - 元住用村村長（第10代）。村の産業振興、医療などに貢献。